# Tall Girl 2
Tall Girl 2 är en amerikansk romantisk komedi från 2022 i regi av Emily Ting, från ett manus skrivet av Sam Wolfson. Filmen är en uppföljare till filmen Tall Girl från 2019. I rollerna syns bland annat Ava Michelle, Sabrina Carpenter, Griffin Gluck och Steve Zahn.
Filmen hade premiär på Netflix den 11 februari 2022.

## Rollista (i urval)
| Karaktär        | Skådespelare         | Svensk röst            |
| --------------- | -------------------- | ---------------------- |
| Jodi Kreyman    | Ava Michelle         | Amanda Lindh           |
| Harper Kreyman  | Sabrina Carpenter    | Anna Isbäck            |
| Jack Dunkleman  | Griffin Gluck        | Jonatan Modin          |
| Stig Mohlin     | Luke Eisner          | Joakim Tidermark       |
| Fareeda Marks   | Anjelika Washington  | Alice Svensson         |
| Schnipper       | Rico Paris           | Henrik Lundström       |
| Stella Mohlin   | Johanna Liauw        | Matilda Smedius        |
| Kimmy Stitcher  | Clara Wilsey         | Mimmi Sandén           |
| Richie Kreyman  | Steve Zahn           | Kim Sulocki            |
| Helaine Kreyman | Angela Kinsey        | Tess Merkel            |
| Tommy Torres    | Jan Luis Castellanos | Leon Pålsson Sälling   |
| Corey Dunkleman | Chris Wylde          | Ivan Mathias Petersson |
| Ms. Lee         | Rachael Thompson     | Lina Hedlund           |